# Termessos
Koordinaten: 36° 59′ N, 30° 28′ O
Termessos (altgriechisch Τερμησσός) war eine antike Stadt in Kleinasien im Süden der heutigen Türkei. Sie lag im Südwesten der Landschaft Pisidien ca. 30 km nordwestlich der heutigen Stadt Antalya auf etwa 1000 m Höhe unterhalb des Berges Solymos (heute Güllük Dağı).

## Geschichte
Erstmals wird Termessos bei Homer erwähnt: „Doch mit den Solymern [das heißt, gemäß Strabon,   ‚Termessier‘] kämpfte er [= Bellerophon] dann, den berühmten. Dies war der härteste Kampf mit Männern, in den er sich einließ.“ (Ilias VI, 183 f.) Um 500 v. Chr. musste das Perserreich wegen Termessos’ Wehrhaftigkeit der Stadt Autonomierechte gewähren. Alexander der Große belagerte Termessos 334/333 v. Chr. vergeblich: „Ich lasse meine Armee nicht vor einem Adlernest dezimieren.“ Während der Diadochenkriege kam dort Alketas, Bruder des Perdikkas um. In der Zeit des Hellenismus gehörte die Stadt zeitweise zum Einflussbereich der Ptolemäer und der Attaliden von Pergamon, konnte durch die geschickte Verbindung von militärischer Strategie und Diplomatie aber immer wieder Identität und Freiheit bis in die Römerzeit hinein bewahren. Termessos gehörte zur Provinz Lycia et Pamphylia, in der Spätantike zur Provinz Pamphylia. Zenodotos, Bischof von Termessos, nahm am Konzil von Chalcedon im Jahr 451 teil. Auf das Bistum geht das Titularbistum Termessus der römisch-katholischen Kirche zurück.

## Münzprägung
Termessos prägte ab 71 v. Chr. auch eigene Bronzemünzen. Die Vorderseite der Münzen zeigt dabei einen belorbeerten Zeus-, Artemis- oder Herakleskopf oder eine Selenebüste mit Mondsichel hinter der Schulter. Die Rückseiten zeigen ein Pferd, teilweise auch nur als Protome, einen Zebustier oder die Nike mit Kranz und Palme. Die griechischen Buchstaben TEP unterhalb von Pferd oder Stier sind die Abkürzung des Städtenamens.

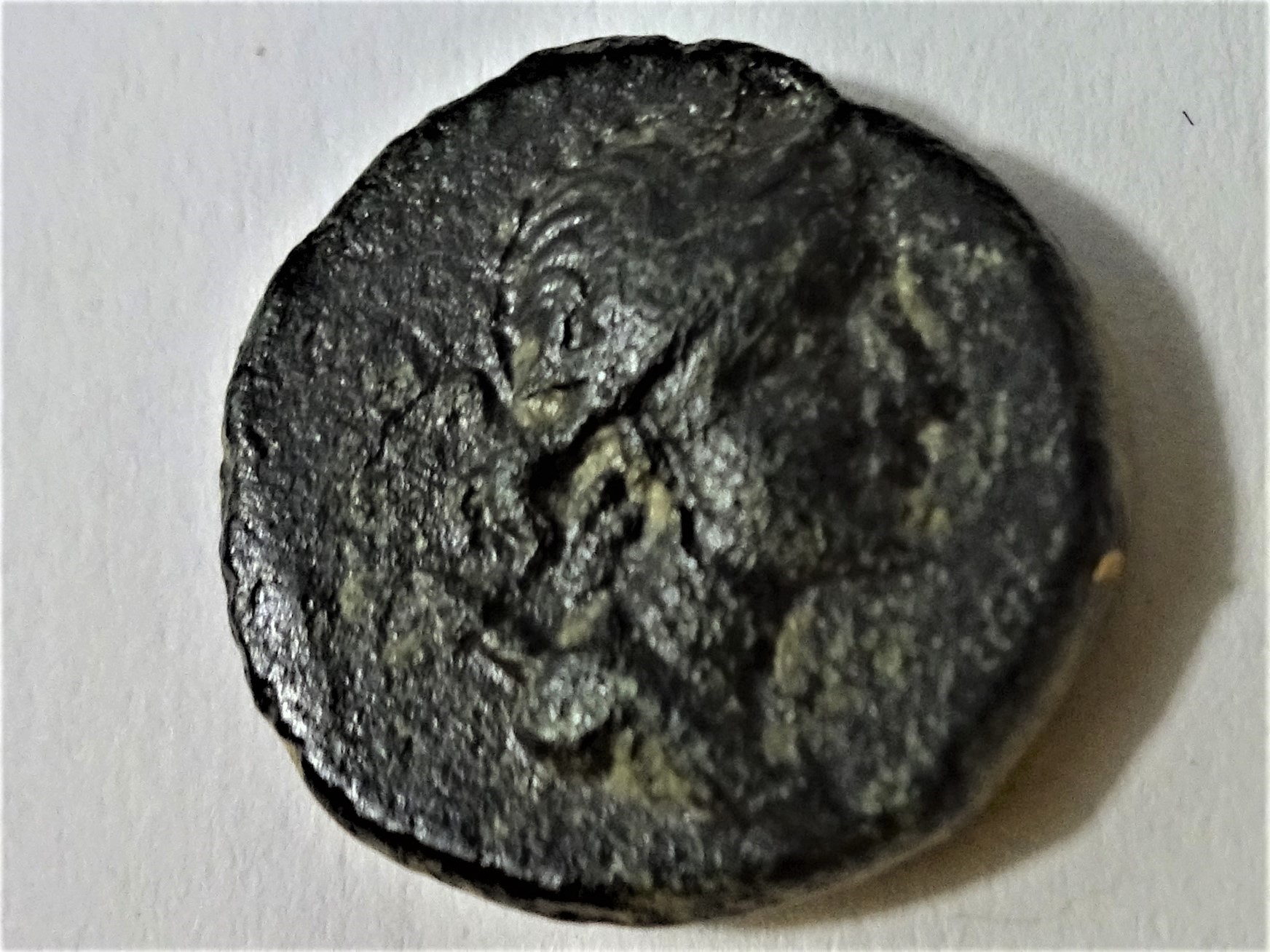
Bronzemünze aus Termessos mit Artemiskopf, Szaivert/Sear 5612 Avers

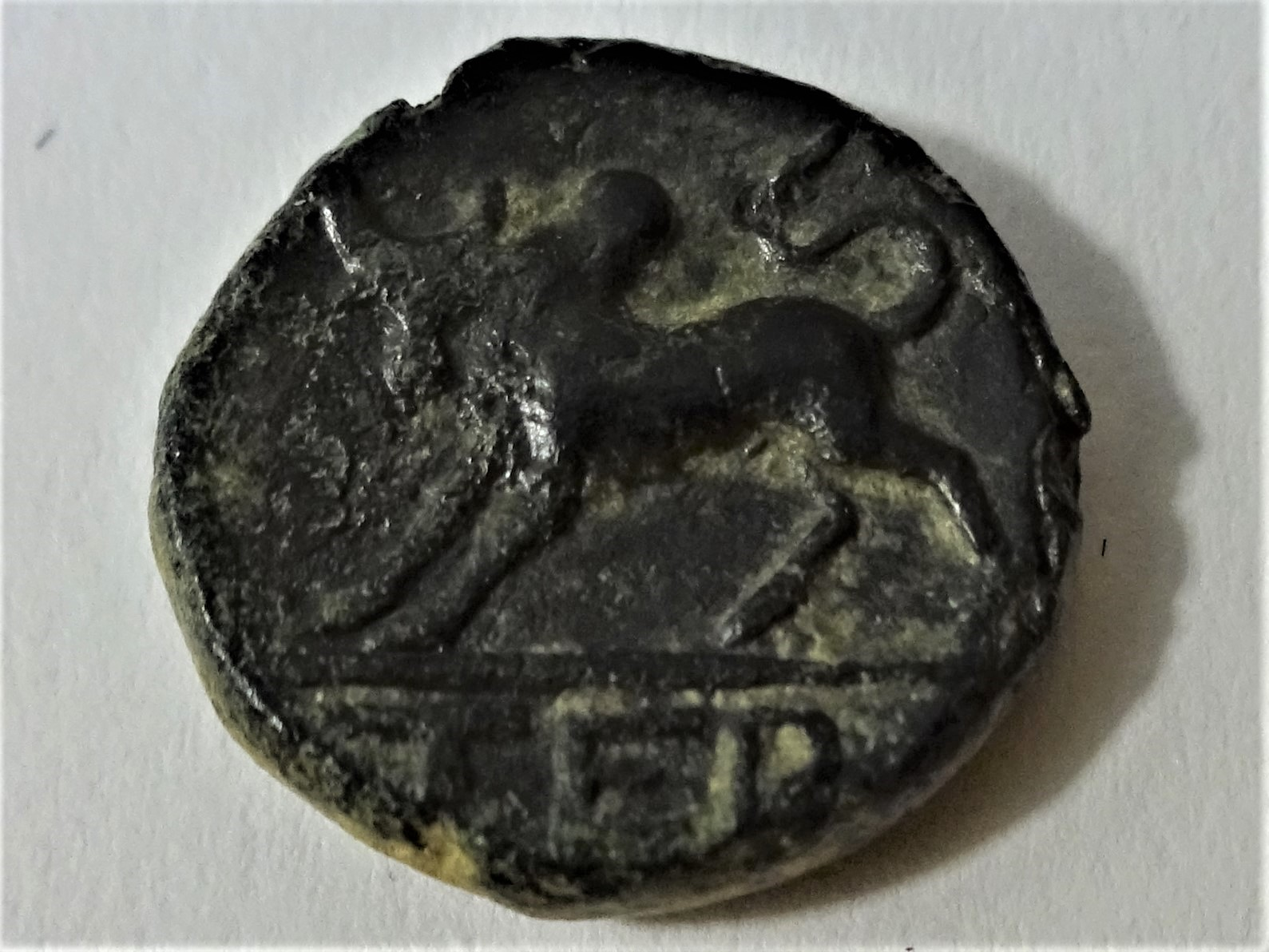
Rückseite der Münze mit Zebustier und TEP im Abschnitt, Szaivert/Sear 5612 Revers

## Ruinen
Heute sind Reste der Verteidigungsringe, Stadtmauern, Tempel und anderer Gebäude zu besichtigen. Insbesondere das gut erhaltene antike Theater und das Odeion lohnen den Fußmarsch auf die Bergfestung (1050 m NN). Bemerkenswert ist die im Verhältnis zu ähnlich großen antiken Städten sehr weitläufige Nekropole.

## Bilder

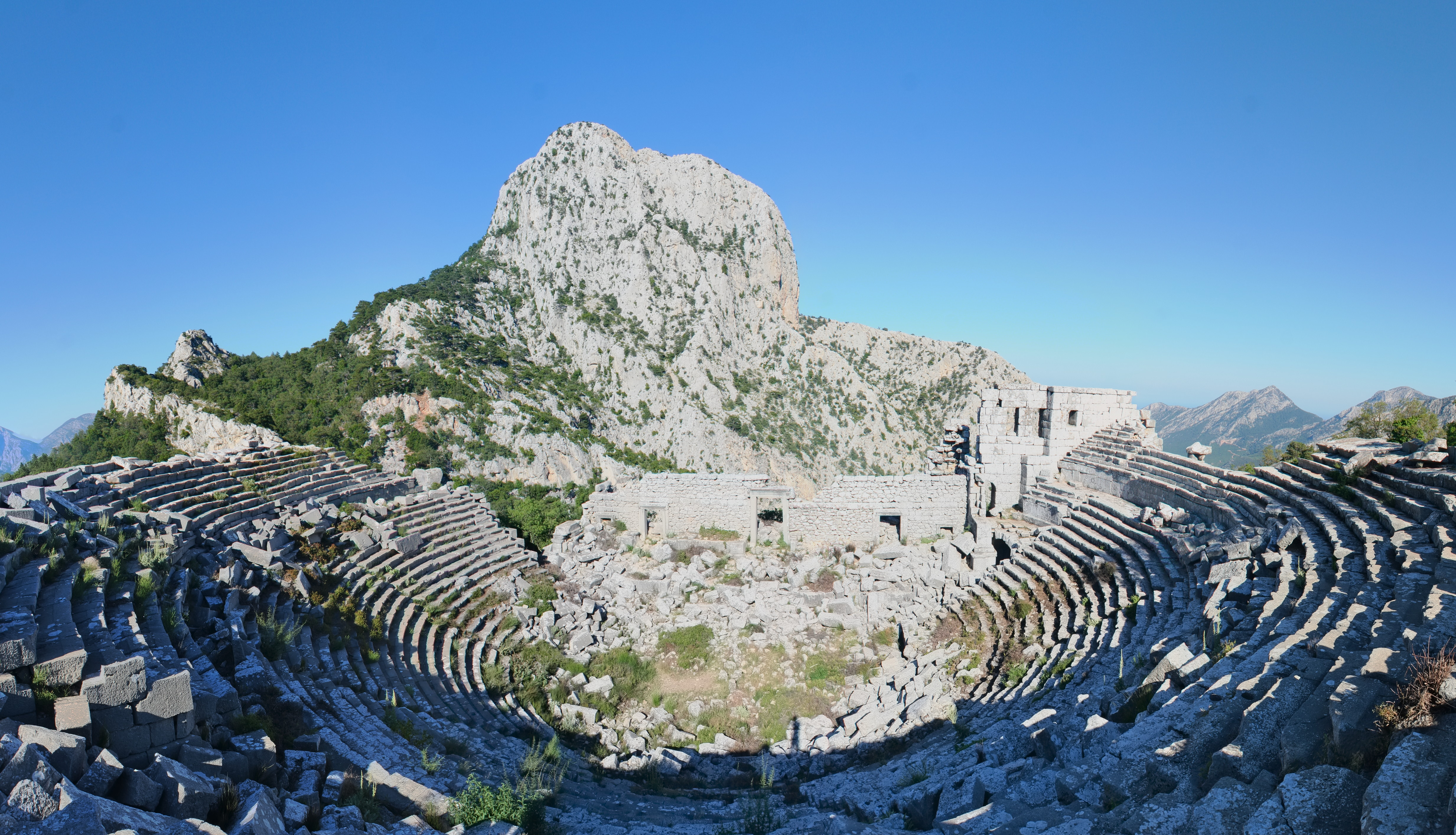
Theater und Berg Solymos
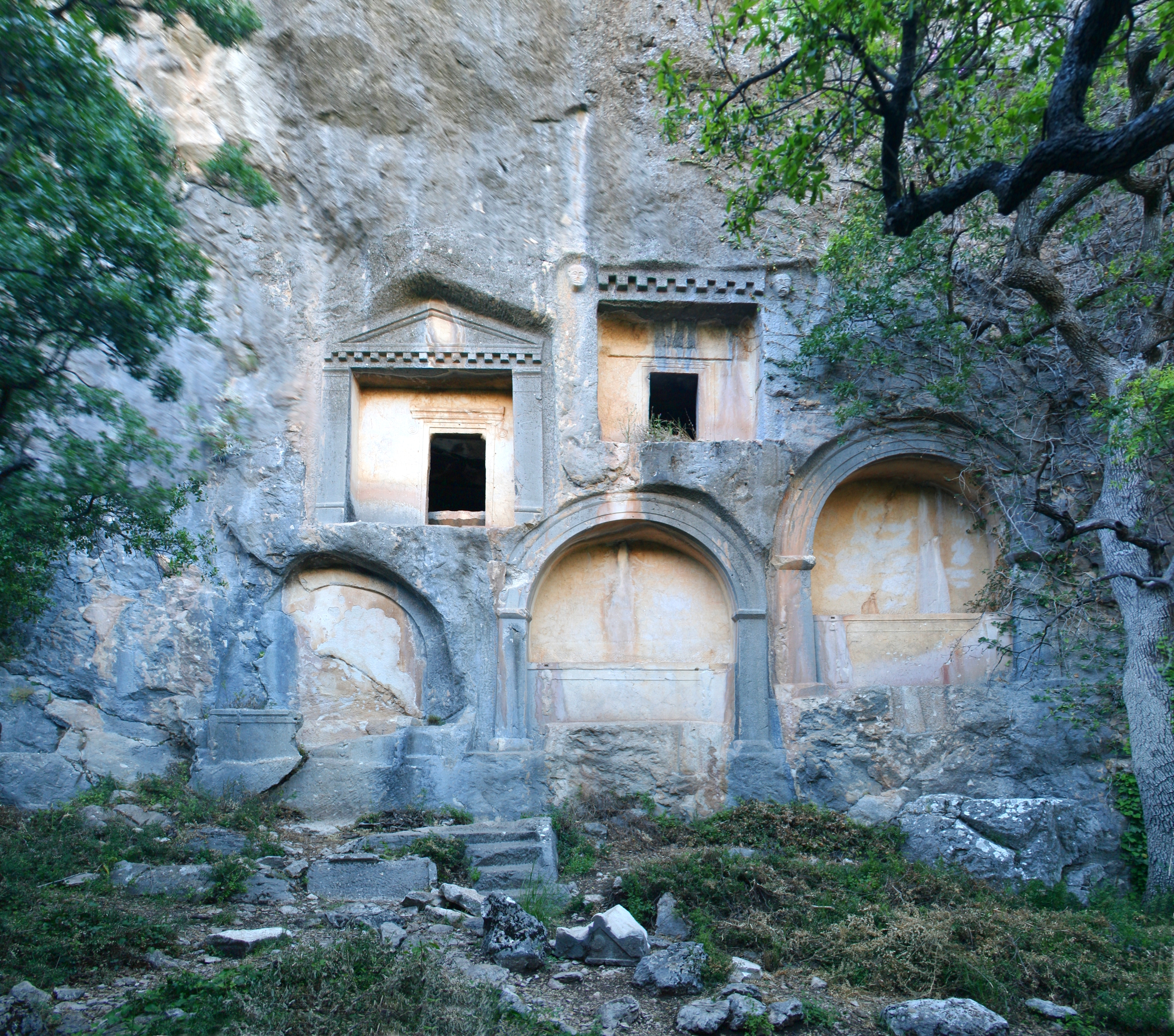
Felsengräber
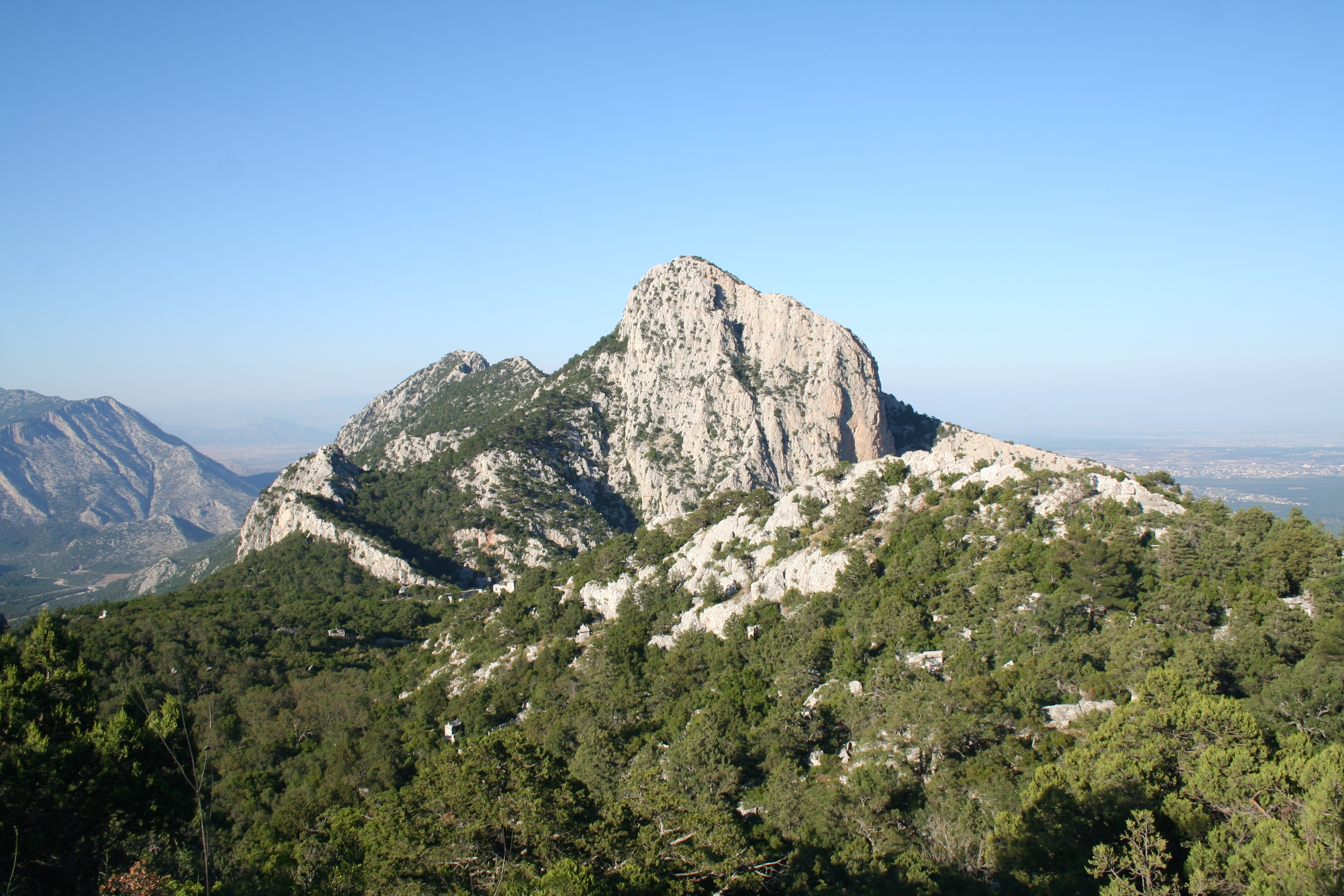
Blick auf Oberstadt
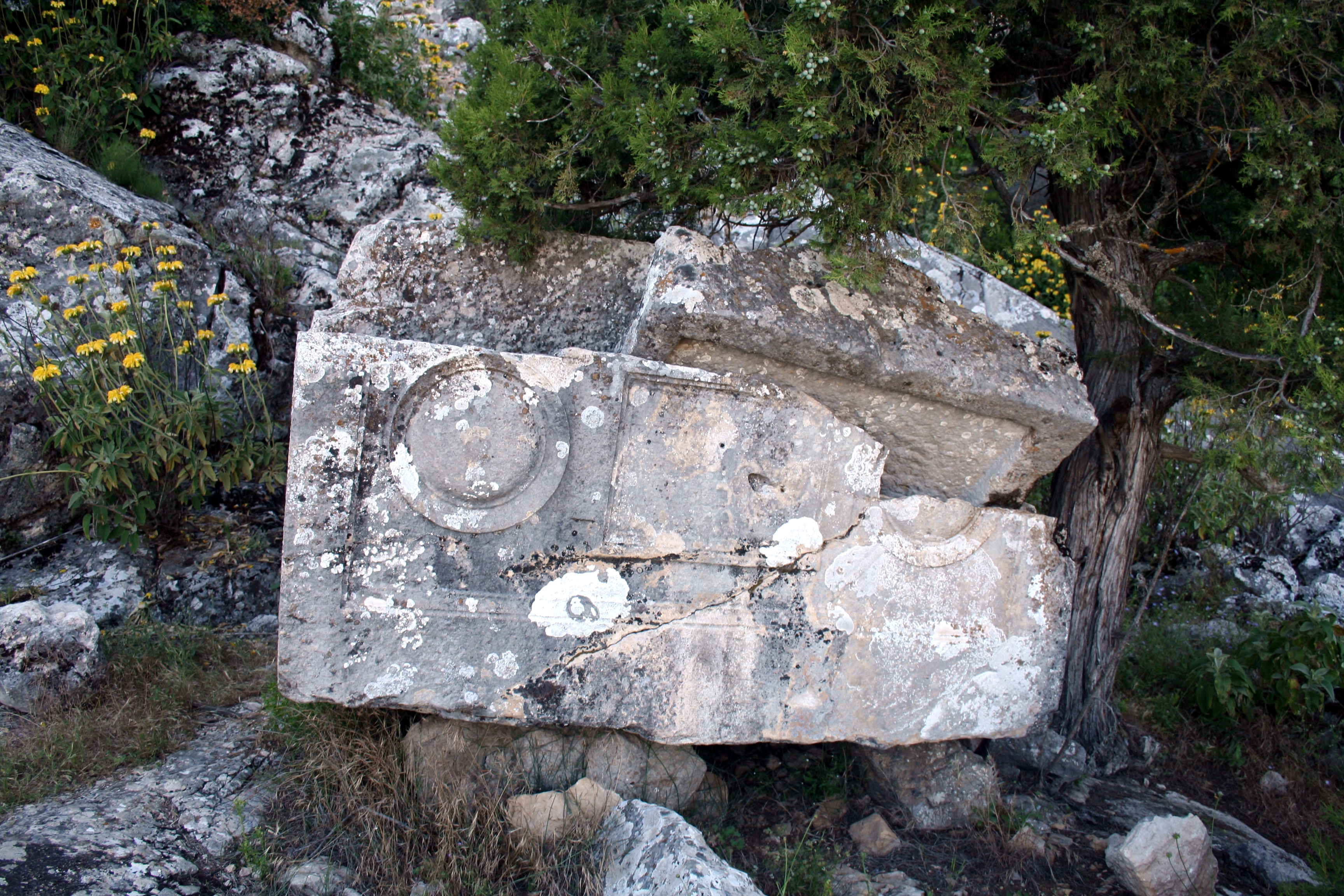
Sarkophag aus dem südlichen Gräberfeld
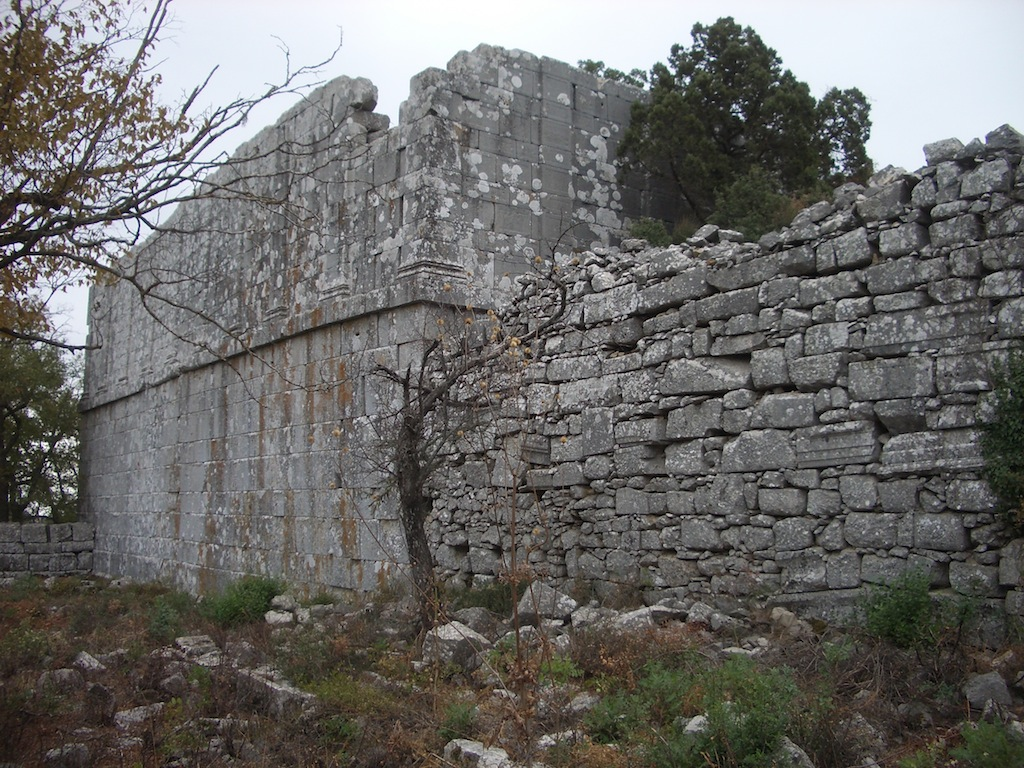
Bouleuterion oder Odeon
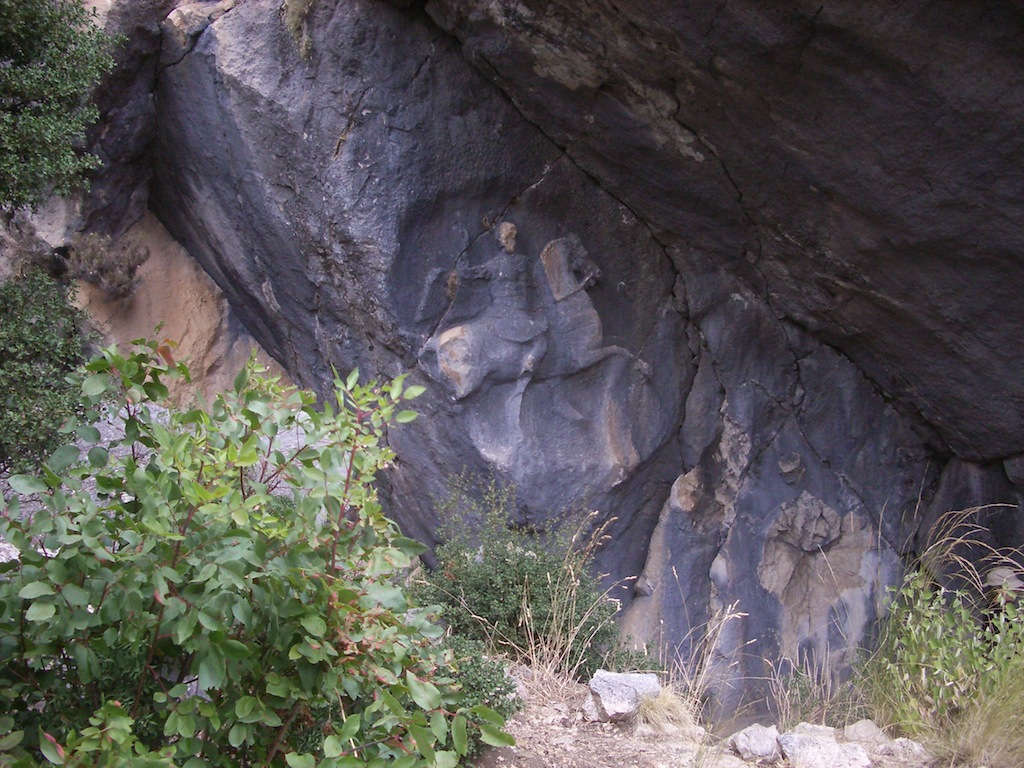
Grab des Alketas

## Erwähnungen Termessos’ in antiken Quellen
- Homer: Ilias VI, 183 f.
- Strabon: Geographika XIV, 2,1 / XIV. 3,9 / XIII. 4,16.
- Arrian: Anabasis I.27,6-I,28,2.
- Polybios: Historiai XXI.35,1-4.
- Titus Livius, Ab urbe condita, XXXVIII.15,4-6.